# MTV Days 2012
Gli MTV Days 2012 (o MTV Days: Music Festival & Conference) si sono tenuti, per la seconda volta di seguito, a Torino dal 28 al 30 giugno 2012. Anche questa edizione è stata caratterizzata da concerti, dj set, dibattiti e la rappresentazione della musica in tante forme espressive musicali come lo storytelling, le listening sessions e i panel in cui la musica, i suoi autori e gli spettatori sono stati i veri protagonisti.
A differenza dell'anno precedente, quest'anno la diretta dello show è stata assicurata a reti unificate sui canali MTV e MTV Music e anche in diretta streaming sul sito ufficiale della manifestazione.

## Programma
- 28 giugno
  - Festa di apertura presso la Reggia di Venaria Reale
- 29 giugno
  - Conferenze presso l'Università degli studi di Torino, alla facoltà DAMS
  - Concerto in Piazza Castello dalle 19:30
- 30 giugno
  - Concerto finale in Piazza Castello dalle 19:30

## Artisti
- Andro ID
- Benny Benassi
- Bianco
- Cesare Cremonini
- Club Dogo
- DJ Aladyn
- Emis Killa
- Emma
- Fedez
- Giorgia
- Heike Has The Giggles
- Il Cile
- Julia Lenti
- Litfiba
- Marco Mengoni
- Negrita
- Nina Zilli
- PowerFrancers
- Salmo e DJ Slait
- Stylophonic
- Two Fingerz
- Useless Wooden Toys